# Josh Brown
Josh Brown (London, Ontario, 21 de enero de 1994), apodado Brownie, es un jugador profesional canadiense de hockey sobre hielo que se desempeña en la posición de defensor derecho en Arizona Coyotes, equipo de la National Hockey League (NHL).

## Carrera
Fue seleccionado en la sexta ronda en la NHL Entry Draft de 2013. En 2018 hizo su debut profesional con el equipo Florida Panthers, en el cual jugó dos temporadas (2018-2020), después pasó a Ottawa Senators (2020-2021), luego a Boston Bruins (2021-2022), posteriormente a Arizona Coyotes, donde lleva jugando dos temporadas.